# Erich Giersberg

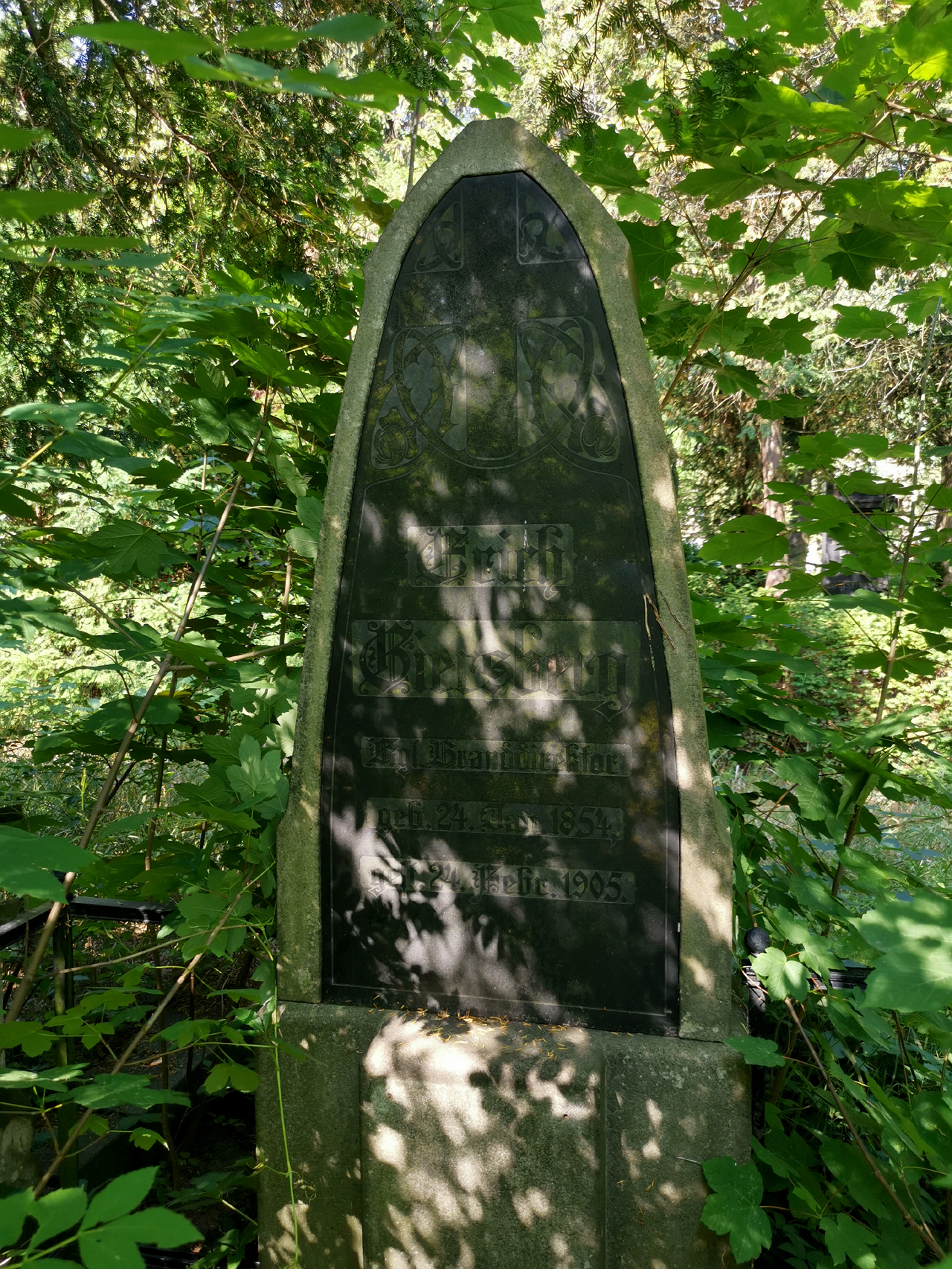
Grabstelle auf dem Alten St. Jacobi-Friedhof Berlin-Neukölln

Erich Giersberg (* 24. Januar 1854 in Wesel; † 24. Februar 1905 in Berlin) war ein deutscher Feuerwehrmann und Erfinder. Er war von Oktober 1893 bis zu seinem Tod der vierte Leiter der Berliner Feuerwehr und gilt zudem als der Erfinder des Atemschutz-Regenerationsgerätes sowie einer Schlauchkupplung, die die Schraubkupplung ablöste.

## Werdegang
Erich Giersberg war zunächst bei der Feuerwehr Köln tätig, ehe er, als Nachfolger des verstorbenen Feuerwehrchefs Alexander Stude, am 1. Oktober 1893 als Branddirektor die Leitung der Berliner Feuerwehr übernahm und somit der inzwischen vierte Chef der ältesten Berufsfeuerwehr Deutschlands wurde.
Berlin hatte zu diesem Zeitpunkt bereits mehr als zwei Millionen Einwohner, was insbesondere die Feuerwehr vor große Herausforderung stellte, der es massiv an modernen Fahrzeugen und Wachgebäuden mangelte.
Giersberg stellte den Löschzug neu zusammen und setzte verstärkt auf Dampfspritzen bei der Brandbekämpfung, so dass er bereits um 1900 zwölf Dampfspritzenzüge zusammenstellen konnte. Außerdem führte der Branddirektor moderne Gasspritzen für den Erstangriff ein, bei denen Löschwasser durch Kohlensäure oder Pressluft aus den Wasserbehältern gefördert wurde. Auf diesem Weg gelang es den Feuerwehrleuten auch, die erforderliche Anheizdauer der Dampfspritzen zu überbrücken.
Unter Kritik geriet Giersberg nach mehreren Bränden, bei denen auch Feuerwehrleute getötet wurden, weil die Behörde nicht über einen ausreichenden Bestand von Leitern verfügte. Giersberg setzte daraufhin die Beschaffung moderner Drehturmleitern durch und integrierte diese zudem in die bereits aufgestellten Löschzüge.

### Herausforderungen des 20. Jahrhunderts
Am 25. Februar 1897 wurde die Berliner Feuerwehr zu einem Brand in die Werkshallen der Firma Schering im Berliner Bezirk Wedding alarmiert, bei dem giftige Salz- und Salpetersäure ausgetreten war.
Zu diesem Zeitpunkt existierten noch keine Atemschutzgeräte, woraufhin sich 60 Feuerwehrleute massive Verletzungen der Atemwege zuzogen, darunter auch Giersberg selbst, der den Einsatz vor Ort persönlich leitete und bis zu seinem Lebensende gesundheitlich beeinträchtigt war.
Giersberg, der bereits am Folgetag den Tod eines Kollegen zu beklagen hatte, war somit erstmals mit den Auswirkungen der Industrialisierung konfrontiert. Er setzte fortan alle Mittel in Bewegung, den neuen Herausforderungen entgegenzuwirken.
Das neue Jahrhundert stand für die Feuerwehr im Zeichen des Fortschritts. Nachdem Giersberg 1901, aus Anlass des 50-jährigen Bestehens der Berliner Feuerwehr, eine neue blau-schwarze Uniform einführte, deren Helme, als einzige in Preußen, nun auch ein Abzeichen in Form der Krone aufwies, wandte er sich zunächst der Motorisierung seiner Behörde zu.
Der Betrieb von Pferden galt bei der Berliner Feuerwehr schon seit geraumer Zeit als zu teuer, dennoch tat sich Giersberg zunächst schwer mit der Einführung motorisierter Technik. Während andere Wehren in Deutschland bereits moderne Fahrzeuge im Bestand hatten, experimentierte die Berliner Feuerwehr noch immer mit Benzin- und Dampfmotoren und setzte sogar zeitweilig auf die Beschaffung von Tretmotoren, welche sich allerdings bald als untauglich erwiesen, weil die Feuerwehrmänner bereits beim Eintreffen an der Einsatzstelle vollkommen erschöpft waren. Letztlich setzten sich somit moderne Motoren als Antrieb für die Einsatzfahrzeuge durch.

### Giersberg als Erfinder
Die Erlebnisse des Brandes bei der Firma Schering im Februar 1897 ließen Giersberg nicht los. So versuchte er, ein Gerät zu entwickeln, das es Feuerwehrleuten ermöglichte, in Gefahrenbereichen zu arbeiten und diese zugleich mit ausreichend Atemluft zu versorgen.
Nach zahlreichen Versuchen, erfand er tatsächlich ein Gerät, das verbrauchten Sauerstoff durch Natronkalk regenerierte.
Mit seinen Plänen wurde er in Lübeck bei der Firma Dräger & Gerling, dem heutigen Drägerwerk, vorstellig, die daraus den Dräger-Injektor entwickelten, welcher als „Giersberg 1901“ unter dem Namen „Vorrichtung zum Athmen in mit Rauch oder schädlichen Gasen gefüllten Räumen“ patentiert wurde. Schließlich wurde dieser 1904 als Typ Dräger 1903 für das Militär und die Feuerwehr produziert.
Die Grundfunktion des von Giersberg erfundenen ersten Sauerstoff-Regenerationsgerätes entspricht heute noch dem bei Feuerwehr, Militär und Bergbau angewandten Prinzip moderner Atemschutzgeräte.
Bei der ebenso immer noch im Feuerwehrwesen verwendeten Schlauchkupplung, handelt es sich ebenfalls um eine Erfindung Giersbergs, die die veraltete Gewindekupplung ablöste.
Mitten im Vorantreiben des Feuerwehrwesens, erlitt Erich Giersberg im Februar 1905 einen unerwarteten Schlaganfall und verstarb wenige Tage später im Alter von nur 51 Jahren. Es wurde nicht ausgeschlossen, dass der Schlaganfall eine Folge seiner während des Einsatzes bei der Firma Schering erlittenen Verletzungen war.
Im Juni 1905 wurde Branddirektor Maximilian Reichel zum neuen Leiter der Berliner Feuerwehr ernannt, dessen Vorgänger inzwischen alle verstorben waren.

## Würdigungen
- Die von Erich Giersberg erfundene Schlauchkupplung wird im Feuerwehrwesen auch als Giersberg-Kupplung bezeichnet.[2]